# Tityus smithii
Espèce
Synonymes
- Tityus smithii microdon Pocock, 1893

Tityus smithii est une espèce de scorpions de la famille des Buthidae.

## Distribution
Cette espèce est endémique des Petites Antilles,. Elle se rencontre à la Grenade et à Saint-Vincent-et-les-Grenadines dans les Grenadines notamment à Bequia, à Moustique et à Union.

## Description
Le mâle syntype mesure 62,5 mm et la femelle syntype 59 mm.
Les mâles mesurent de 58 à 83 mm et les femelles de 57 à 72 mm.

## Étymologie
Cette espèce est nommée en l'honneur de Herbert Huntington Smith.

## Publication originale
- Pocock, 1893 : « Contribution to our knowledge of the Arthropod fauna of the West Indies. Part I. Scorpiones and Pedipalpi. Scorpiones. » Journal of the Linnaean Society, vol. 24, p. 374–404 (texte intégral).